# Knooppunt Diemen
Knooppunt Diemen is een Nederlands verkeersknooppunt voor de aansluiting van de autosnelwegen A1 en A9. Het knooppunt ligt ten oosten van de plaats Diemen, en is geopend in 1982. Het was een voorbeeld van een omgekeerd trompetknooppunt.
In 2012 is men begonnen met het project Schiphol-Amsterdam-Almere. Hierdoor is knooppunt Diemen opnieuw ingericht. De richtingskeuzemomenten zijn uit elkaar getrokken, waardoor er drie splitsingen ontstaan. Eén daarvan ligt aan de andere zijde van het Amsterdam-Rijnkanaal, waarvoor er een nieuwe brug over dit kanaal gebouwd is. Hierdoor maken de Muiderbrug en de Betlembrug deel uit van het knooppunt. Op 13 maart 2017 werd het nieuwe knooppunt Diemen volledig in gebruik genomen.
Daarnaast is in het knooppunt aansluiting 1a Amsterdam-IJburg (s114) van de A9 geïntegreerd. Deze aansluiting is alleen te bereiken van en naar de A9.

## Richtingen knooppunt
| Aansluitende wegen          | Aansluitende wegen                                   | Aansluitende wegen                                                              | Aansluitende wegen | Aansluitende wegen        |
| --------------------------- | ---------------------------------------------------- | ------------------------------------------------------------------------------- | ------------------ | ------------------------- |
| richting Diemen / Amsterdam |                                                      |                                                                                 |                    | richting Amsterdam-IJburg |
|                             |                                                      |                                                                                 |                    |                           |
|                             | richting Amersfoort / Apeldoorn / Hengelo / De Lutte |                                                                                 |                    |                           |
|                             |                                                      |                                                                                 |                    |                           |
|                             |                                                      | (Gaasperdammerweg) richting Amsterdam-Zuidoost / Schiphol / Beverwijk / Alkmaar |                    |                           |

Almere · Amstel · Arnestein · Assen · Azelo · Badhoevedorp · Bankhoef · Batadorp · Beekbergen · Benelux · Beverwijk · Bodegraven ·  Boterdiep ·  Buren · Burgerveen · Coenplein · De Baars · De Hoek · De Hogt · De Nieuwe Meer · De Poel · De Punt · De Stok · Deil · Diemen · Drachten · Drie Klauwen · Eemnes · Ekkersweijer · Emmeloord · Empel · Euvelgunne · Everdingen · Ewijk · Galder · Gooimeer · Gorinchem · Gouwe · Grijsoord · Hattemerbroek · Heerenveen · Hellegatsplein · Het Vonderen · Hintham · Hoevelaken · Hofvliet · Holendrecht · Holsloot · Hoogeveen · Hooipolder · IJmuiden (niet officieel) · Joure · Julianaplein · Kerensheide · Kethelplein · Klaverpolder · Kleinpolderplein · Kooimeer · Kruisdonk · Kunderberg · Lankhorst · Leenderheide · Lunetten · Maanderbroek · Markiezaat · Muiderberg · Neerbosch · Noordhoek · Ommedijk · Oud-Dijk · Oudenrijn · Paalgraven · Princeville · Prins Clausplein · Raasdorp ·  Reitdiep ·  Ressen · Ridderkerk · Rijkevoort · Rijnsweerd · Rottepolderplein · Rozenburg · Sabina · Sint-Annabosch · Stelleplas · Slufter · Ten Esschen · Terbregseplein · Tiglia · Vaanplein · Valburg · Velperbroek · Velsen · Vlaardingen · Vught · Waterberg · Watergraafsmeer · Werpsterhoek · Westerlee · Ypenburg · Zaandam · Zaarderheiken · Zonzeel · Zoomland · Zuidbroek · Zurich

Geplande knooppunten:
De Liemers · Zestienhoven

Voormalige knooppunten:
Bocholtz · Ekkersrijt · Europaplein (Groningen) · Europaplein (Maastricht) · Lindenholt